# غيم فاكس
غيم فاكس (بالإنجليزية: GameFAQs) موقع إنترنت يوفر الإجابة على الأسئلة الأكثر تكراراً ودليل المراحل للعديد من الألعاب.

## تاريخه
- انشئ موقع GameFAQs في 5 نوفمبر 1995 من قبل لاعب العاب الفيديو والمبرمج Jeff Veasey , بغرض توفير الاجوبة والارشادات المتعلقة بالعديد من العاب الفيديو في موقع واحد

## وصلات خارجية
- الموقع الرسمي